# Cantus Verkehrsgesellschaft
Die cantus Verkehrsgesellschaft mbH (lat. cant(h)us: „eiserner Radreifen, Felge“) mit Sitz in Kassel ist ein deutsches Eisenbahnverkehrsunternehmen. Es ist ein gemeinsames Tochterunternehmen der Hessischen Landesbahn GmbH (HLB) und der BeNEX GmbH.

## Geschichte
Am 2. Dezember 2005 wurde die cantus Verkehrsgesellschaft mbH gegründet, an der die Hamburger Hochbahn AG und die HLB zu jeweils 50 Prozent beteiligt waren. Nachdem im April 2005 bereits die Vergabe des Nordosthessen-Netzes an die HLB erfolgt war, wurde der Betrieb am 10. Dezember 2006 durch cantus zunächst für zehn Jahre aufgenommen. Nach der Ausgliederung der Schienenpersonennahverkehrs-Aktivitäten der HHA an die BeNEX GmbH übernahm diese Gesellschaft Mitte 2007 die HHA-Beteiligung.
Nachdem am 5. Juni 2013 die Neuausschreibung des unveränderten Nordosthessen-Netzes ab 11. Dezember 2016 für 15 Jahre erfolgte, konnte cantus am 24. März 2014 erneut den Zuschlag dafür erhalten. Seitdem wird eine jährliche Verkehrsleistung von 3,9 Millionen Zugkilometern mit 21 Elektrotriebfahrzeugen vom Typ Stadler FLIRT erbracht.

## Strecken

Netzplan Cantus

Cantus übernahm im Dezember 2006 den SPNV auf folgenden Strecken:
| Linie | Zuglauf                                                        | Befahrene Strecken                                                                  |
| ----- | -------------------------------------------------------------- | ----------------------------------------------------------------------------------- |
| RE 5  | Kassel – Melsungen – Bebra – Bad Hersfeld (seit Dezember 2020) | Bahnstrecke Bebra–Baunatal-Guntershausen Bahnstrecke Frankfurt–Göttingen            |
| RB 5  | Kassel – Melsungen – Bebra – Bad Hersfeld – Fulda              | Bahnstrecke Bebra–Baunatal-Guntershausen Bahnstrecke Frankfurt–Göttingen            |
| RB 6  | Bebra – Gerstungen – Eisenach                                  | Bahnstrecke Halle–Bebra                                                             |
| RB 83 | Göttingen – Eichenberg – Hann. Münden – Kassel                 | Bahnstrecke Frankfurt–Göttingen Bahnstrecke Halle–Hann. Münden Hannöversche Südbahn |
| RB 87 | Göttingen – Eichenberg – Eschwege – Bebra                      | Bahnstrecke Frankfurt–Göttingen                                                     |

Die Linien RB 83 und RB 87 werden zwischen Göttingen und Eichenberg geflügelt geführt.
Die Linie RB 83 trug bis Dezember 2015 die Bezeichnung R 1, bis Dezember 2020 die Bezeichnung R 8 bzw. RB 8. Die Linie RB 87 wurde bis Dezember 2020 als R 7 bzw. RB 7 bezeichnet.
Außerdem beteiligte sich die cantus Verkehrsgesellschaft an der Ausschreibung um den Regionalverkehr im bayerischen Teilnetz Würzburg, das in einem Linienast bis nach Schlüchtern südlich von Fulda reicht, unterlag im Wettbewerbsverfahren jedoch der DB Regio AG.
Ebenso vergeblich bewarb man sich für das Netz „Saale-Thüringen-Südharz“, das an Abellio Rail Mitteldeutschland vergeben wurde.

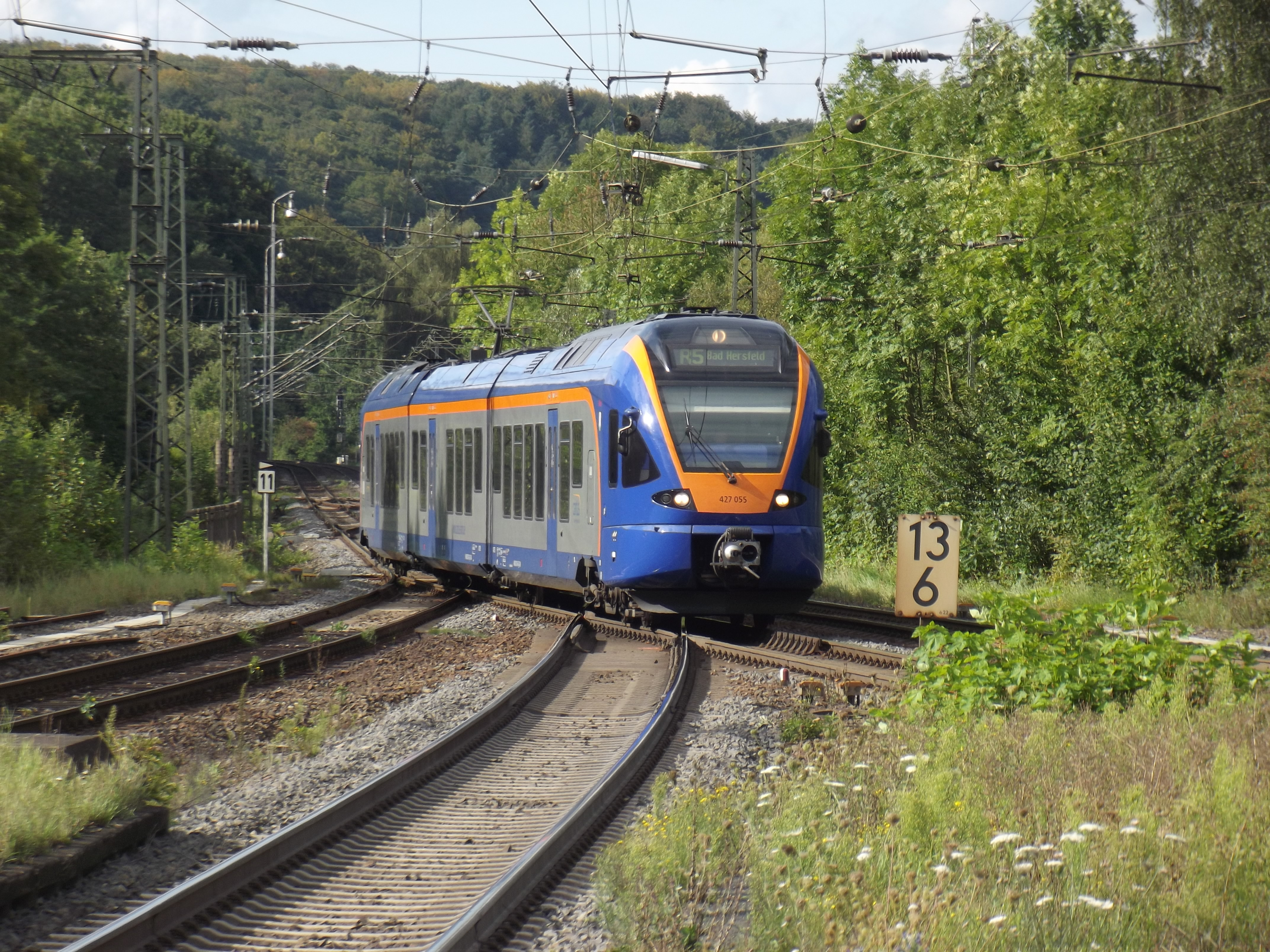
FLIRT-Triebzug der cantus in Baunatal-Guntershausen

## Fahrzeuge
Für den Betrieb wurden 14 drei- und 6 vierteilige Elektrotriebzüge vom Typ Stadler FLIRT bestellt, die auf den vier Linien zum Einsatz kommen. Die dreiteiligen Fahrzeuge haben 343 Sitz- und Stehplätze (davon 167 Sitzplätze), die vierteiligen Fahrzeuge 457 Sitz- und Stehplätze (davon 219 Sitzplätze). Es wird ausschließlich die 2. Klasse angeboten. Sie tragen die Bezeichnung 427 (Mittelteil: 827) in der dreiteiligen Ausführung, 428 (Mittelteile: 828) in der vierteiligen. Da sie schon früher geliefert wurden, verkehrten die Fahrzeuge im November 2006 zu Testfahrten auf der Bahnstrecke Friedberg–Hanau (betrieben von der HLB) sowie der Kursbuchstrecke 209.60 Berlin-Lichtenberg – Eberswalde – Frankfurt (Oder), die von der ODEG betrieben wurde, an der die HHA beteiligt ist.
Die Fahrzeuge tragen zwei unterschiedliche Nummern, die leicht verwechselt werden können. Die unternehmensinternen, an der Fahrzeugfront angeschriebenen Nummern der Wagen lauten bei den Dreiteilern 427 001 bis 007 (Eigentum HHA) und 427 051 bis 057 (Eigentum HLB), bei den Vierteilern 428 001 bis 003 (Eigentum HHA) und 428 051 bis 053 (Eigentum HLB). Die an den Seiten angeschriebenen NVR-Nummern der Endwagen lauten dagegen 0427 135/635 bis 0427 148/648 und 0428 129/629 bis 0428 134/634 (Mittelwagen 0827 135 bis 0827 148 bzw. 0828 229 bis 234 und 0828 329 bis 334).
Im Sommer 2012 wurde ein weiterer vierteiliger Triebzug beschafft (428 007 bzw. 0428 149, Eigentum HHA). Damit stehen jetzt insgesamt 21 Fahrzeuge zur Verfügung.
Zur Verstärkung der Fahrzeugflotte mietete cantus im September 2020 bei Alpha Trains zwei Triebzüge des Typs Bombardier Talent 2 an, welche zuvor in Baden-Württemberg von der SWEG eingesetzt wurden. Die SWEG-Nummern 1442 150/650 und 151/651 wurden beibehalten (Mittelwagen 1842 150 und 151).

## Ansagen
Vom Betriebsstart bis zum Fahrplanwechsel im Dezember 2020 wurden die Ansagen von Helga Bayertz eingesprochen. Seitdem werden sie von Silke Haas durchgeführt.
Aufgrund der neuen und geänderten Linien entschied man sich zum Fahrplanwechsel für ein digitales Ansagesystem. Dieses ermöglicht, dass Reisende auch Auskunft über ihre Anschlussmöglichkeiten erhalten.